# André Hardy millionnaire
Série Andy Hardy
André Hardy Cow-Boy (1938) André Hardy s'enflamme (1939)
Pour plus de détails, voir Fiche technique et Distribution.
André Hardy millionnaire (The Hardys Ride High) est un film américain en noir et blanc réalisé par George B. Seitz, sorti en 1939.
Il s’agit du sixième des seize volets que compte la série de films mettant en scène le personnage d'Andy Hardy, interprété par Mickey Rooney.

## Synopsis
Le juge Hardy apprend qu'il hérite de deux millions de dollars. Lui et sa famille se rendent à Détroit (Michigan) pour prendre possession de l'héritage. Ils rencontrent des difficultés diverses et variées à s'adapter à leur nouvelle vie de millionnaires.

## Fiche technique
- Titre français : André Hardy millionnaire
- Titre original : The Hardys Ride High
- Réalisation : George B. Seitz
- Scénario : Agnes Christine Johnston, Kay Van Riper et William Ludwig d'après les personnages d'Aurania Rouverol
- Société de distribution :	Metro-Goldwyn-Mayer
- Direction artistique : Cedric Gibbons
- Photographie : Lester White
- Montage : Ben Lewis
- Musique : David Snell
- Pays de production : États-Unis
- Format : Noir et blanc - 1,37:1 - son : Mono
- Genre : Comédie familiale
- Durée : 81 minutes
- Dates de sortie :
  - États-Unis : 21 avril 1939
  - France : 14 mars 1941
- Affiche : Boris Grinsson (France)

## Distribution
- Lewis Stone : le juge Hardy
- Mickey Rooney : André Hardy (Andrew 'Andy' Hardy, en VO)
- Cecilia Parker : Marian Hardy
- Fay Holden : Mme Emily Hardy
- Ann Rutherford : Polly Benedict
- Sara Haden : Mildred 'Tante Milly' Forrest
- Virginia Grey : Consuela MacNish
- Minor Watson : Mr. Terry B. Archer
- Halliwell Hobbes : Dobbs
- George Irving : Mr. Jonas Bronell
- Aileen Pringle : Miss Booth, Dress Saleslady
- Marsha Hunt : Susan Bowen